# NGC 1126
NGC 1126 é uma galáxia espiral (Sb) localizada na direcção da constelação de Eridanus. Possui uma declinação de -01° 17' 47" e uma ascensão recta de 2 horas, 52 minutos e 18,7 segundos.
A galáxia NGC 1126 foi descoberta em 31 de Outubro de 1886 por Lewis A. Swift.